# 1410年代
| 千纪： | 2千纪                                                                                            |
| 世纪： | 14世纪 \| 15世纪 \| 16世纪                                                                       |
| 年代： | 1380年代 \| 1390年代 \| 1400年代 \| 1410年代 \| 1420年代 \| 1430年代 \| 1440年代                 |
| 年份： | 1410年 \| 1411年 \| 1412年 \| 1413年 \| 1414年 \| 1415年 \| 1416年 \| 1417年 \| 1418年 \| 1419年 |

## 大事记
- 1410年，明成祖远征鞑靼。
- 1414年，明成祖远征瓦剌。
- 1412年—1415年第三次郑和下西洋。
- 1416年—1419年第四次郑和下西洋。
- 1419年，捷克胡斯战争爆发。

## 出生
- 朝鲜文宗（1414年）
- 朝鲜世祖（1417年）

## 逝世
- 本雅失里（1410年）
- 解缙（1415年）
- 马哈木（1416年）
- 朝鲜定宗（1419年）